# Regione di Rio Claro-Mayaro
La regione di Rio Claro-Mayaro è una regione di Trinidad e Tobago. Il capoluogo è Rio Claro. 
Include i centri abitati di Mayaro, Rio Claro e Guayaguayare.